# Zugspitzland
Das Zugspitzland umfasst folgende Gemeinden im Landkreis Garmisch-Partenkirchen, in der Reihenfolge von Nordosten nach Südwesten:
| Gemeinde     | Fläche km² | Bevölkerung | Ew./km² |
| ------------ | ---------- | ----------- | ------- |
| Eschenlohe   | 55,04      | 1548        | 28      |
| Oberau       | 17,86      | 3126        | 175     |
| Farchant     | 25,78      | 3550        | 138     |
| Zugspitzland | 98,68      | 8224        | 341     |

Die Gemeindezentren liegen alle im Loisachtal (Oberlauf und Mittellauf) an der Straße von Murnau nach Ehrwald (Bundesstraße 2 bis Garmisch-Partenkirchen und Bundesstraße 23 von Garmisch-Partenkirchen bis zur österreichischen Grenze bei Ehrwald, auf österreichischer Seite fortgesetzt als B 187).
Der Begriff Zugspitzland kennzeichnet keine Verwaltungseinrichtung oder geohistorisch begründete Region, sondern vielmehr eine Initiative zum Standortmarketing und Regionalmanagement auf der deutschen Seite der Grenze. Namensgebend war die Zugspitze, Deutschlands höchster Berg in der Gemeinde Grainau an der Grenze zu Österreich.
Unter dem Begriff Ferienregion Zugspitzland haben sich die Tourist-Informationen der Gemeinden Farchant, Oberau und Eschenlohe zusammengeschlossen. Demgegenüber wird die Bezeichnung Zugspitz-Region von der Zugspitz Region GmbH mit Sitz in Garmisch-Partenkirchen zum Zweck der Wirtschafts- und Tourismusförderung im Landkreis Garmisch-Partenkirchen verwendet. Die Tourismusregion Zugspitz-Region der amtlichen Statistik des Bayerischen Landesamtes für Statistik
bezieht sich ebenfalls auf den gesamten Landkreis Garmisch-Partenkirchen.